# Charles Dominique Oscar Lahalle
Charles Dominique Oscar Lahalle, connu également comme Oscar Lahalle, né à Laxou (Meurthe-et-Moselle, France) le 23 septembre 1833 et mort à Paris le 21 décembre 1909 est un officier supérieur et un peintre français.
Il est essentiellement connu pour ses représentations de scènes militaires.

## Biographie
Né à Laxou, actuellement dans l'unité urbaine de Nancy, en 1833, de l'union de Caroline Caulier et de François Lahalle, brasseur et garde brigadier, Charles Dominique Oscar Lahalle se destine initialement à une carrière militaire et devient élève de l'École de Saint-Cyr. Officier du Second Empire, il participe à la campagne d'Italie (1859-1862), puis à l'expédition du Mexique, en qualité de capitaine d'état-major du maréchal Bazaine, puis de colonel au 42e régiment d'infanterie (1862-1867).
Lahalle s'oriente ensuite vers une carrière artistique, comme peintre. Il est l'élève de Jean-Pierre Wachsmuth et de Jean-Adolphe Beaucé. Il se spécialise dans la peinture de scènes militaires et expose à Paris au Salon de 1868 à 1900.
Il épouse en 1875 Émilie Julie Bombard et s'établit à Beauvois avant de résider à Paris. Il est promu officier (1871), puis commandeur de la Légion d'honneur en 1890.
Lahalle meurt en 1909, dans sa résidence parisienne au 25, rue Sarrette.

## Œuvres

### Peinture
Parmi ses œuvres, figurent  :

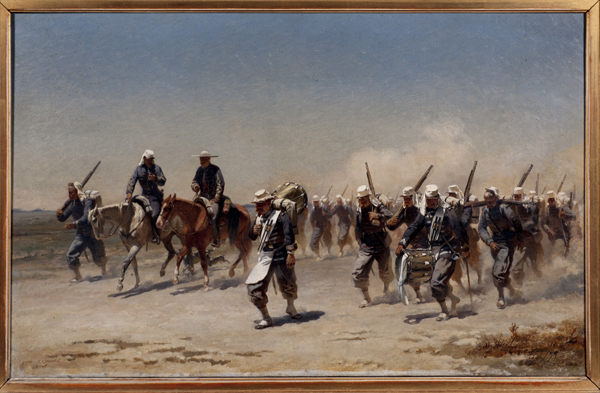
La Légion belge au Mexique (1869), Bruxelles, musée royal de l'Armée et de l'Histoire militaire.

- Jour d'Indépendance, localisation inconnue ;
- Étude d'un soldat debout en pied, aquarelle et gouache, localisation inconnue ;
- Le Repas des zouaves, huile sur panneau (1860), localisation inconnue ;
- Campement de zouaves au Mexique, aquarelle sur papier, localisation inconnue ;
- La Garde surprise, aquarelle sur papier, localisation inconnue ;
- Militaires en route, aquarelle sur papier, localisation inconnue ;
- Rafraîchissement au campement des zouaves, huile sur toile, localisation inconnue ;
- Le 131e régiment, huile sur toile, localisation inconnue ;
- Palais de l'empereur Maximilien, encre sur papier, localisation inconnue ;
- Départ de Blois, huile sur toile, localisation inconnue ;
- Soldat français, aquarelle sur papier, localisation inconnue ;
- La Légion belge au Mexique (1869), huile sur toile, Bruxelles, musée royal de l'Armée et de l'Histoire militaire ;
- La Lettre, huile sur panneau (1875), localisation inconnue ;
- Sous-lieutenant porte-étendard du 26ème d'artillerie française avec son escorte (1882), Bruxelles, musées royaux des Beaux-Arts de Belgique, inventaire no 3332[2].

### Manuscrit
- Les mémoires de Oscar Lahalle (cinq cahiers) écrites à la plume et illustrées de nombreuses aquarelles, dessins à l’encre de chine, ou crayons, montés sur onglets ou adjoints au texte. Localisation inconnue[1].

## Distinction
- Commandeur de l'ordre national de la Légion d'honneur (1890).